# Adidas Azteca

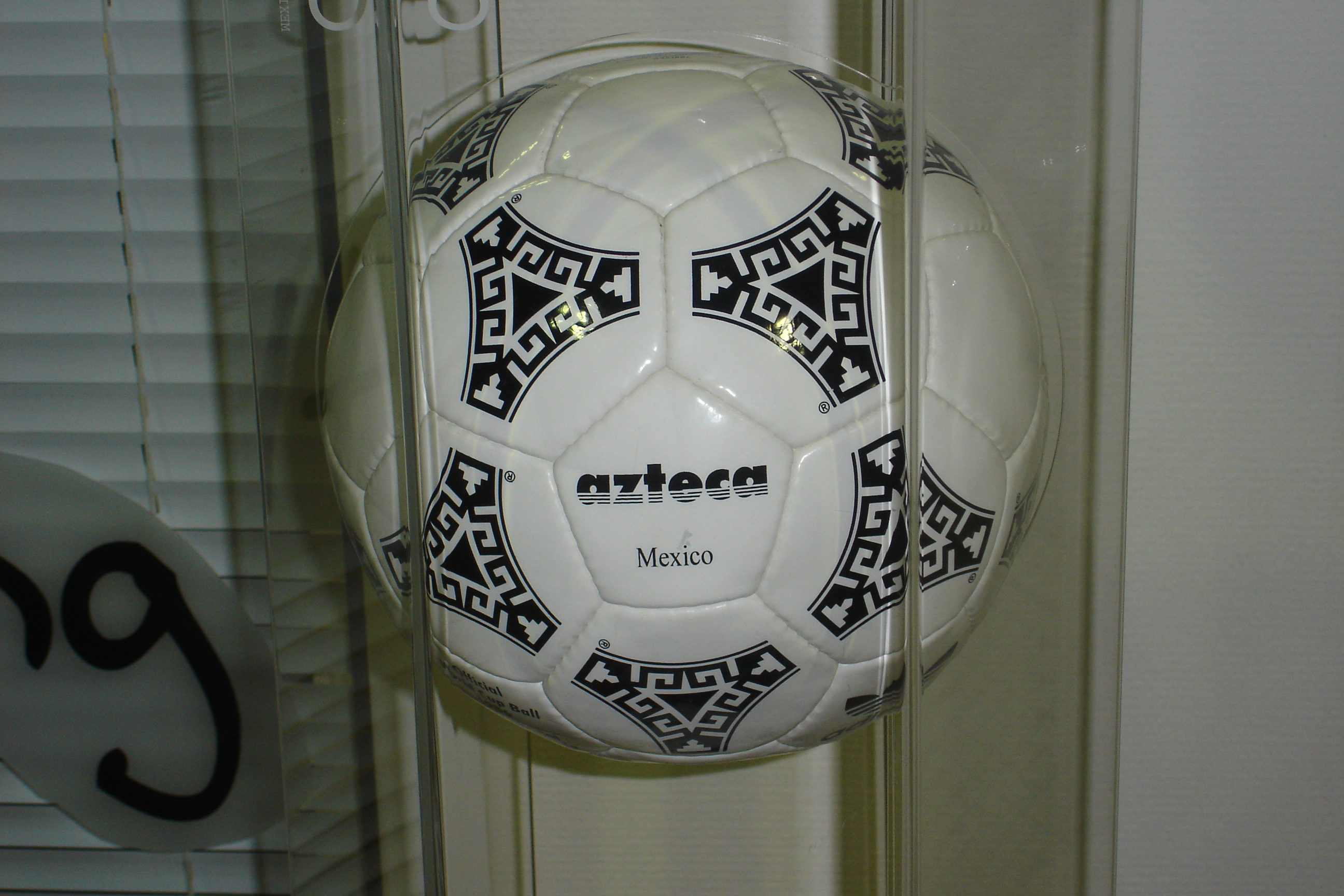
De Adidas Azteca (editie WK 1986)

De Azteca was de officiële wedstrijdbal tijdens het FIFA-wereldkampioenschap voetbal 1986 in Mexico. Hij werd ontworpen en gemaakt door adidas. Het was de eerste volledig synthetische FIFA-wedstrijdbal en tevens de eerste handgemaakte bal.
Het uitgebreide ontwerp is geïnspireerd door de architectuur en muurschilderingen van de Azteken, die uit het gastland Mexico komen.